# Chenzhou
Chenzhou (kinesisk skrift: 郴州, pinyin: Chēnzhōu) er en by på præfekturniveau i provinsen Hunan i det sydlige Kina. Præfekturet har et areal på 	19,317 km² og en befolkning på 4.780.000 mennesker (2007).
Der er større forekomster af wolfram, vismut og molybden i præfekturet.

## Administrative enheder
- Beihu distrikt (北湖区)
- Suxian distrikt (苏仙区)
- Zixing byamt (资兴市)
- Guiyang amt (桂阳县)
- Yongxing amt (永兴县)
- Yizhang amt (宜章县)
- Jiahe amt (嘉禾县)
- Linwu amt (临武县)
- Rucheng amt (汝城县)
- Guidong amt (桂东县)
- Anren amt (安仁县)

## Trafik
Kinas rigsvej 107 fører gennem området. Den løber fra Beijing til Shenzhen (ved Hongkong), og passerer provinshovedstæderne Shijiazhuang, Zhengzhou, Wuhan, Changsha og Guangzhou.